# Александар Ђокић (архитекта)
Александар Ђокић (Београд, 28. децембар 1936 — Београд, 22. мај 2002) био је познати српски бруталистички, неоромантички и постмодерни архитекта, један је од најзначајнијих представника своје генерације.
Студирао је на Архитектонском факултету у Београду од 1955. до 1960. Међу најпознатија Ђокићева дела спадају Спомен-комплекс на Кадињачи у Ужицу (1979) и Кућа југословенско-норвешког пријатељства (данас српско-норвешког пријатељства, колоквијално „Норвешка кућа“) у Горњем Милановцу (1987).
Ђокићева дела карактеришу ужурбани симболизам, рационализам и експресионизам. За своја дела је добио више награда. Водио је самосталан атеље „Романтична архитектура“. Окончао живот скоком са надвожњака.

## Академија архитектуре Србије о Александру Ђокићу
На Архитектонском факултету у Београду дипломирао 1960. године. Запослио се у пројектантском атељеу „Генерални план”, а потом у младеновачком „Инвестпројекту”, да би 1963. прешао у Завод за унапређење комуналне делатности СР Србије. Током 1968. и 1969. ради и усавршава се у Јордану. По повратку у земљу наставља самосталну пројектантску делатност у Дирекцији за изградњу и реконструкцију Београда. Делује у предузећу „Наш стан”, „Беоплан”, „Београд-инвест” и другим пројектантским атељеима у којима преузима одговорност водећег пројектанта. У својству стручног саветника службује и у Институту за архитектуру и урбанизам Србије (1987-91). Почетком деведесетих (1992), оснива властити биро за архитектонско и урбанистичко пројектовање под називом „Романтична архитектура”.
О његовој изузетно плодној професионалној активности сведочи чак 280 архитектонских и урбанистичких планова, од којих је приближно стотину реализованих.
Носилац је низа награда, друштевних признања и диплома, поред осталог награде Мајског салона УЛУПУДС-а (1973), годишње награде УЛУПУДС-а 1986, републичке награде листа „Борба” за 1987, награде „4. јул” за 1988. и других. За укупан стваралачки допринос награђен је Великом наградом за архитектуру Савеза архитеката Србије за 1986. годину. Током безмало четири деценије рада у струци, самостално или у тимовима, учествовао је на око 70 конкурса из области архитектуре и урбанизма, а своје радове излагао на седам самосталних и више групних изложби. Члан је Академије архитектуре Србије од њеног оснивања 1995. године.